# Епихин, Евгений Михайлович
Евгений Михайлович Епихин (Пустой шаблон {{ВД-Преамбула}} ) — советский хоккеист, вратарь.

## Биография
Воспитанник павловопосадского хоккея, тренер Юрий Борзов. Выступал за команды «Труд» / «Текстильщик» Павловский Посад (1962/63 — 1963/64, 1969/70, 1971/72 — 1974/75), «Авангард» / «Энергия» / «Кристалл» Саратов (1964/56 — 1965/66, 1970/71), «Локомотив» Москва (1966/67 — 1968/69, 1971/72 — первая группа / высшая лига класса «А»).
Скончался 25 июня 2023 года.